# Léon Bonnat
Léon Joseph Florentin Bonnat (Baiona, 20 de junho de 1833 – Monchy-Saint-Éloi, 8 de setembro de 1922) foi um pintor francês.

## Biografia
Léon Bonnat nasceu em Bayonne. Em 1846 mudou-se para Madrid, onde o seu pai tinha uma livraria  Ali viveu até 1853, sendo educado por Madrazo.
De volta a Paris, destacou-se como retratista, notando-se nos seus trabalhos a influência de Velázquez e os realistas espanhóis. Em 1869 ganhou a medalha de honra de Paris, sendo reconhecido como um dos principais artistas da sua época.
Em 1888 Bonnat converteu-se em catedrático na École des Beaux Arts e en maio de 1905 sucedeu a Paul Dubois como director.
Os seus vivos auto-retratos são a sua principal marca de identidade.
Entre os seus alunos mais destacados encontram-se Gustave Caillebotte, Suzor-Coté, Georges Braque, Aloysius O'Kelly, Jean Béraud, Edvard Munch e Henri de Toulouse-Lautrec.